# Centralna divizija (NHL)
Centralna divizija NHL lige je ena od treh divizij, ki sestavljajo Zahodno konferenco. Ustanovljena je bila leta 1993 kot del preureditve lige. Centralna divizija je naslednica divizije Norris.

## Trenutna sestava
- Chicago Blackhawks
- Columbus Blue Jackets
- Detroit Red Wings
- Nashville Predators
- St. Louis Blues

## Trenutna lestvica
| Centralna divizija    | OT | Z  | P  | PPP | GF  | GA  | TOČ |
| --------------------- | -- | -- | -- | --- | --- | --- | --- |
| x-Detroit Red Wings   | 71 | 47 | 15 | 9   | 264 | 209 | 103 |
| Chicago Blackhawks    | 68 | 37 | 22 | 9   | 222 | 181 | 83  |
| Columbus Blue Jackets | 70 | 36 | 28 | 6   | 194 | 196 | 78  |
| Nashville Predators   | 70 | 35 | 30 | 5   | 179 | 192 | 75  |
| St. Louis Blues       | 70 | 32 | 29 | 9   | 196 | 207 | 73  |

## Zgodovina divizije

### 1993–1996
- Chicago Blackhawks
- Dallas Stars
- Detroit Red Wings
- St. Louis Blues
- Toronto Maple Leafs
- Winnipeg Jets

#### Spremembe od sezone 1992/1993
- Centralna divizija je ustanovljena kot rezultat preureditve lige
- Minnesota North Stars se preselijo v Dallas in postanejo Dallas Stars
- Chicago Blackhawks, Dallas Stars, Detroit Red Wings, St. Louis Blues in Toronto Maple Leafs izhajajo iz divizije Norris
- Winnipeg Jets izhajajo iz divizije Smythe

### 1996–1998
- Chicago Blackhawks
- Dallas Stars
- Detroit Red Wings
- Phoenix Coyotes
- St. Louis Blues
- Toronto Maple Leafs

#### Spremembe od sezone 1995/1996
- Winnipeg Jets se preselijo v Phoenix in postanejo Phoenix Coyotes

### 1998–2000
- Chicago Blackhawks
- Detroit Red Wings
- Nashville Predators
- St. Louis Blues

#### Spremembe od sezone 1997/1998
- Dallas Stars in Phoenix Coyotes se preselijo v Pacifiško divizijo
- Toronto Maple Leafs se preselijo v Severovzhodno divizijo
- Nashville Predators so bili dodani kot razširitveno moštvo

### 2000-trenutno
- Chicago Blackhawks
- Columbus Blue Jackets
- Detroit Red Wings
- Nashville Predators
- St. Louis Blues

#### Spremembe od sezone 2000/2001
- Columbus Blue Jackets so bili dodani kot razširitveno moštvo

## Prvaki Centralne divizije
- 1994 - Detroit Red Wings (46–30–8, 100 točk)
- 1995 - Detroit Red Wings (33–11–4, 70 točk)
- 1996 - Detroit Red Wings (62–13–7, 131 točk)
- 1997 - Dallas Stars (48–26–8, 104 točk)
- 1998 - Dallas Stars (49–22–11, 109 točk)
- 1999 - Detroit Red Wings (43–32–7, 93 točk)
- 2000 - St. Louis Blues (51–19–11–1, 114 točk)
- 2001 - Detroit Red Wings (49–20–9–4, 111 točk)
- 2002 - Detroit Red Wings (51–17–10–4, 116 točk)
- 2003 - Detroit Red Wings (48–20–10–4, 110 točk)
- 2004 - Detroit Red Wings (48–21–11–2, 109 točk)
- 2005 - sezona odpovedana
- 2006 - Detroit Red Wings (58–16–8, 124 točk)
- 2007 - Detroit Red Wings (50–19–13, 113 točk)
- 2008 - Detroit Red Wings (54–21–7, 115 točk)
- 2009 - Detroit Red Wings (51-21-10, 112 točk)
- 2010 - Chicago Blackhawks (52-22-8, 112 točk)
- 2011 - Detroit Red Wings (47-25-10, 104 točk)
- 2012 - St. Louis Blues (49-22-11, 109 točk)

## Zmagovalci Stanleyevega pokala
1. 1997 - Detroit Red Wings
2. 1998 - Detroit Red Wings
3. 2002 - Detroit Red Wings
4. 2008 - Detroit Red Wings
5. 2010 - Chicago Blackhawks

## Naslovi Centralne divizije po moštvih
| Moštvo             | Število naslovov | Zadnji naslov |
| ------------------ | ---------------- | ------------- |
| Detroit Red Wings  | 13               | 2011          |
| Dallas Stars       | 2                | 1998          |
| St. Louis Blues    | 2                | 2012          |
| Chicago Blackhawks | 1                | 2010          |